# Уго дель Карріль
Уго дель Каррі́ль (ісп. Hugo del Carril; справжні ім'я і прізвище Пьєро Бру́но У́го Фонта́на; нар. 30 листопада 1912, Буенос-Айрес — пом. 13 серпня 1989, Буенос-Айрес) — аргентинський кіноактор, співак і кінорежисер.

## Біографія
Народився 30 листопада 1912 року в Буенос-Айресі.
Помер в Буенос-Айресі 13 серпня 1989 року. Похований у Буенос-Айресі на цвинтарі Олівос.

## Творчість
З 1937 року знімався в багатьох аргентинських фільмах:
- «Життя Карлоса Гарделя» (1939, режисер А. Савалія, головна роль);
- «Зірка танго»;
- «Моя бідна любима матір»;
- «Кумпарсіта»;
- «День, коли ти мене покохаєш» (1971, головна роль).

1948 року дебютував як режисер фільмом «Одна із історій 1900 року», з О. Манці. Також зняв фільми:
- «Кроваві борозни» (1949, за Германом Зудерманом);
- «Течуть каламутні води» (1952, за романом Альфредо Варели «Темна ріка», також в головній ролі);
- «Кінтрала» (1954);
- «Вдалені від забуття» (1956);
- «Білі землі» (1959);
- «Винуватець» (1960);
- «Ця земля моя» (1960);
- «Доброї ночі, Буенос Айрес» (1964).